# Equació de Binet
L'equació de Binet, derivada per Jacques Philippe Marie Binet, proporciona la forma d'una força central donada la forma del moviment orbital en coordenades polars planes. L'equació també es pot utilitzar per derivar la forma de l'òrbita per a una llei de força donada, però això normalment implica la solució d'una equació diferencial ordinària no lineal de segon ordre. Una solució única és impossible en el cas del moviment circular al voltant del centre de força.

## Equació
La forma d'una òrbita sovint es descriu convenientment en termes de distància relativa {\displaystyle r} en funció de l'angle {\displaystyle \theta }. Per a l'equació de Binet, la forma orbital es descriu de manera més concisa pel recíproc {\displaystyle u=1/r} en funció de {\displaystyle \theta }. Defineix el moment angular específic com {\displaystyle h=L/m} on {\displaystyle L} és el moment angular i {\displaystyle m} és la massa. L'equació de Binet, derivada a la secció següent, dóna la força en termes de la funció {\displaystyle u(\theta )} :
{\displaystyle F(u^{-1})=-mh^{2}u^{2}\left({\frac {\mathrm {d} ^{2}u}{\mathrm {d} \theta ^{2}}}+u\right).}

## Derivació
La segona llei de Newton per a una força purament central és
{\displaystyle F(r)=m\left({\ddot {r}}-r{\dot {\theta }}^{2}\right).}La conservació del moment angular ho requereix{\displaystyle r^{2}{\dot {\theta }}=h={\text{constant}}.}Derivats de {\displaystyle r} pel que fa al temps es poden reescriure com a derivats de {\displaystyle u=1/r} respecte a l'angle:{\displaystyle {\begin{aligned}&{\frac {\mathrm {d} u}{\mathrm {d} \theta }}={\frac {\mathrm {d} }{\mathrm {d} t}}\left({\frac {1}{r}}\right){\frac {\mathrm {d} t}{\mathrm {d} \theta }}=-{\frac {\dot {r}}{r^{2}{\dot {\theta }}}}=-{\frac {\dot {r}}{h}}\\&{\frac {\mathrm {d} ^{2}u}{\mathrm {d} \theta ^{2}}}=-{\frac {1}{h}}{\frac {\mathrm {d} {\dot {r}}}{\mathrm {d} t}}{\frac {\mathrm {d} t}{\mathrm {d} \theta }}=-{\frac {\ddot {r}}{h{\dot {\theta }}}}=-{\frac {\ddot {r}}{h^{2}u^{2}}}\end{aligned}}}Combinant tot l'anterior, arribem a
{\displaystyle F=m\left({\ddot {r}}-r{\dot {\theta }}^{2}\right)=-m\left(h^{2}u^{2}{\frac {\mathrm {d} ^{2}u}{\mathrm {d} \theta ^{2}}}+h^{2}u^{3}\right)=-mh^{2}u^{2}\left({\frac {\mathrm {d} ^{2}u}{\mathrm {d} \theta ^{2}}}+u\right)}La solució general és{\displaystyle \theta =\int _{r_{0}}^{r}{\frac {\mathrm {d} r}{r^{2}{\sqrt {{\frac {2m}{L^{2}}}(E-V)-{\frac {1}{r^{2}}}}}}}+\theta _{0}} on {\displaystyle (r_{0},\theta _{0})} és la coordenada inicial de la partícula.

## Exemples

### Problema de Kepler

#### Clàssic
El problema tradicional de Kepler de calcular l'òrbita d'una llei del quadrat invers es pot llegir de l'equació de Binet com la solució de l'equació diferencial
{\displaystyle -ku^{2}=-mh^{2}u^{2}\left({\frac {\mathrm {d} ^{2}u}{\mathrm {d} \theta ^{2}}}+u\right)}{\displaystyle {\frac {\mathrm {d} ^{2}u}{\mathrm {d} \theta ^{2}}}+u={\frac {k}{mh^{2}}}\equiv {\text{constant}}>0.}Si l'angle {\displaystyle \theta } es mesura a partir de la periapsi, aleshores la solució general de l'òrbita expressada en coordenades polars (recíproques) és {\displaystyle lu=1+\varepsilon \cos \theta .}
L'equació polar anterior descriu seccions còniques, amb {\displaystyle l} el semi-lat recte (igual a {\displaystyle h^{2}/\mu =h^{2}m/k} ) i {\displaystyle \varepsilon } l'excentricitat orbital.

#### Relativista
L'equació relativista derivada de les coordenades de Schwarzschild és {\displaystyle {\frac {\mathrm {d} ^{2}u}{\mathrm {d} \theta ^{2}}}+u={\frac {r_{s}c^{2}}{2h^{2}}}+{\frac {3r_{s}}{2}}u^{2}} on {\displaystyle c} és la velocitat de la llum i {\displaystyle r_{s}} és el radi de Schwarzschild. I per a la mètrica de Reissner–Nordström obtindrem {\displaystyle {\frac {\mathrm {d} ^{2}u}{\mathrm {d} \theta ^{2}}}+u={\frac {r_{s}c^{2}}{2h^{2}}}+{\frac {3r_{s}}{2}}u^{2}-{\frac {GQ^{2}}{4\pi \varepsilon _{0}c^{4}}}\left({\frac {c^{2}}{h^{2}}}u+2u^{3}\right)} on {\displaystyle Q} és la càrrega elèctrica i {\displaystyle \varepsilon _{0}} és la permitivitat del buit.